# Крунска улица (Београд)
| КРУНСКА · улица           | КРУНСКА · улица |
| ------------------------- | --- |
|                           | |
| Општина                   | Врачар |
| Почетак                   | Улица кнеза Милоша (Београд) Пионирски парк Андрићев венац                                                                         |
| Крај                      | Улица Максима Горког (Београд) Пијаца Каленић (Београд) Парк војводе Петра Бојовића                                                |
| Дужина                    | 1200 m |
| Названа                   | 1997. |
| Стари називи              | Надеждина, Господар Јевремова (део), Краљице Драге (део), Посланичка, Кнегиње Персиде (део), Московска (део), Пролетерских бригада |
|                           | |
|                           | |
| Крунска улица, март 2008. | |

Крунска улица је улица у Београду, на Врачару. Протеже се од Пионирског парка (некада Дворске баште) и Улице кнеза Милоша до Парка војводе Петра Бојовића и Каленић пијаце. 
Заштићена је као градска целина Београда.

## Име улице
Улица је име добила по круни, симболу владарског достојанства. Ово име је носила од 1872. до 1896, од 1904. до 1946. и поново од 1997.
У међувремену је чак 12 пута мењала име (у целини или само поједини њени делови):
- Надеждина 1872-1896
- Крунска (део) 1872-1896
- Господар Јевремова (део) 1896-1900 - по Јеврему Обреновићу, брату кнеза Милоша
- Краљице Драге (део) 1900-1903 - по Драги Машин, жени краља Александра Обреновића
- Господар Јевремова 1903-1904
- Крунска 1904-1916
- Посланичка 1916-1919
- Крунска 1919-1946
- Кнегиње Персиде (део) 1933-1946 - по Персиди Карађорђевић, жени кнеза Александра Карађорђевића
- Московска (део) 1946-1951 - по Москви, главном граду тадашњег Совјетског Савеза
- Пролетерских бригада 1951-1997 - по пролетерским бригадама, елитним јединицама НОВ и ПО Југославије
- Крунска од 1997

## Историја
Крунска улица је у новијој историји позната по томе што се у њој налазило породилиште које је, током савезничком бомбардовању Београда на Ускрс 1944. године, погођено и тада је смртно страдало и неколико тек рођених беба.

## Објекти у Крунској улици
У Крунској 51 налази се Генчићева кућа, подигнута као породична кућа Ђорђа Генчића, индустријалца и политичара, министар унутрашњих послова у време владавине краља Александра Обреновића, политички „вођа“ завере против краља Александра и градоначелник Ниша од 1894. до 1899. године. Кућа је установљена као непокретно културно добро и споменик културе. Од 1952. године у овом објекту се налази Музеј Николе Тесле.
Вредна помена је и Градска вила Велимира Поповића у Крунској 44, која представља веома добар пример развоја концепције стамбене архитектуре у Београду између два рата.
У овој улици налази се више амбасада (Мађарске, Турске, Шпаније, Босне и Херцеговине, Бразила, Белгије), Центар за избеглице, Музичка школа „Стеван Мокрањац“ и Студентска поликлиника. Занимљиво је да је у згради у којој се сада налази Турска амбасада једно време живео наш велики песник Јован Јовановић Змај. Такође у овој улици се налазе и католички сакрални објекти Самостан Светог Крижа, Самостан Сестара милосрдница и Црква Криста Краља.
У Крунској 69 је пуне две деценије, до 2015. године, било седиште Демократске странке. Зграда је реституцијом враћена Бранку - Бобу Божићу, сину предратног власника Добривоја Божића.

## Суседне улице
Крунска пресеца улице Ресавску, Светозара Марковића, Београдску, Проте Матеје, Кнегиње Зорке, Молерову, Коче капетана и Баба Вишњину.